# アドン (雑誌)
『アドン』は、砦出版が1974年5月号 - 1996年末まで日本で出版していた男性同性愛者のためのゲイ雑誌である。

## 概説
創刊号は1974年5月号（発売月不明）。南定四郎が創刊し、編集長も務めた。
南は『薔薇族』の創刊（1971年）当初、同誌で小説を書くなどしていたが、翌1972年、『アドニスボーイ（The AdonisBoy）』（アドニス通信社）を月刊のタブロイドのミニコミのスタイルで創刊した。創刊号は12月1日発行となっており、1年間で12号まで刊行した（同時期にアドニスボーイに対抗するように『薔薇族ニュース』も出たがすぐに消えている）。その後薔薇族から独立し、ポルノショプのアテネ上野店オーナーからの勧めと出資協力を得て『アドン』を創刊した。創刊号は5月号だが、2号は7月号、3号は8月号となっており、月刊化されたのは3号からだと思われる。
1990年前後頃からゲイ理論誌の色彩を強め、グラビアやポルノを載せなくなったことなどを理由に部数が低迷。1996年末に廃刊した。
ちなみに同じ出版社から『MLMW』（ムルム、1977年7月号創刊 - 1982年Spring号までの全35号）という、よりスタイリッシュで成人記事は載せないゲイ雑誌が創刊されていた。同誌は外国雑誌からの転載が多く、3号までは季刊、4号からは隔月刊で、17号から33号までが月刊、34号（1981年Winter号）と35号（1982年Spring号）が季刊である。MLMWの表紙は武内条二が担当し、初期の頃の同誌には『褌遊』（こんゆう）という写真集で知られた栗浜陽三の作品が載っていた。

## 特徴
『アドン』が創刊された当初は『薔薇族』と似ていると言われたが、MLMW創刊頃からレイアウトや文体などが変わり、武内条二らのイラストが人気を集めた。誌面の特徴は、スポーツマンやハンサムな青年が多く、一時は誌面の約30％が外国雑誌からの転載写真が占めた。
ゲイの世界とは下半身のつながりしかない「既婚の同性愛者のための雑誌」というスタンスの『薔薇族』や『さぶ』に対し、ゲイコミュニティ志向で、編集長の南もまたゲイリブに積極的に関わり、ゲイ団体の活動やHIV予防啓発について誌面で多く取り上げていた。